# Boghos Nubar Pascha

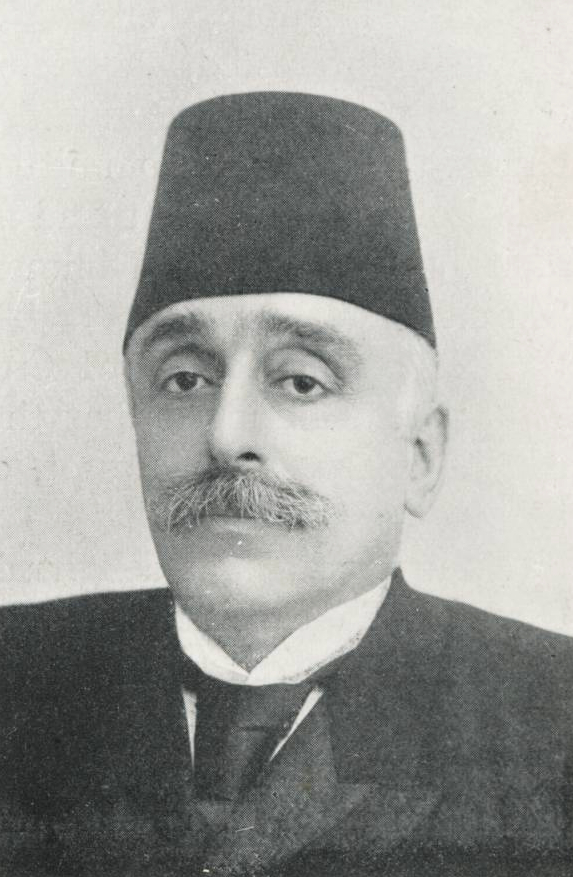
Boghos Nubar Pascha 1906

Boghos Nubar, mit Ehrentitel Boghos Nubar Pascha (armenisch Պողոս Նուբար Փաշա, türkisch Boğos Nubar Paşa; * 2. August 1851 in Konstantinopel, Osmanisches Reich; † 25. Juni 1930 in Paris, Frankreich) war ein liberaler Diplomat unter Mehmed V., Vorsitzender der armenischen Nationalversammlung des armenischen Millets im Osmanischen Reich sowie Gründer der Armenischen Allgemeine Wohltätigkeitsunion (AGBU).

## Leben
Boghos Nubar wurde am 2. August 1851 in Konstantinopel als Sohn des späteren ägyptischen Ministerpräsidenten Nubar Pascha geboren.
Er war Begründer und Verwalter des Schienenverkehrs in Ägypten. Nachdem Boghos Nubar Pascha zusammen mit anderen Mitgliedern der armenischen Nationalbewegung am 15. April 1906 in Kairo die AGBU gründete, blieb er bis 1928 ihr erster Präsident.
Nachdem das Jungtürkische Triumvirat durch einen Militärputsch 1913 die Macht im Osmanischen Reich übernommen hatte, wurde Boghos des Verrats gegen das Osmanische Reich und der Zusammenarbeit mit Russland beschuldigt und zog zu Beginn des Ersten Weltkriegs 1914 nach Paris.
Im Januar 1919 veröffentlichte die Times einen Brief des osmanischen Staatsbürgers Boghos Nubar, in dem er verspätet gegen das Fehlen der armenischen Vertretung an der Pariser Friedenskonferenz 1919 protestierte.
Boghos Nubar starb am 25. Juni 1930 in Paris. Sein Nachfolger als Leiter der AGBU wurde Galust Gulbenkian.

## Auszeichnungen
Boghos Nubar wurde mit dem osmanischen Mecidiye-Orden, dem Osmanje-Orden, dem belgischen Leopoldsorden und dem ägyptischen Nil-Orden ausgezeichnet. Er erhielt auch Ehrendiplome und Medaillen für seine Leistungen.